# CANT Z.1018
Le CANT Z.1018 est un prototype d’avion militaire de la Seconde Guerre mondiale réalisé en Italie par les Cantieri Riuniti dell'Adriatico.

## Conception
En 1939, la Regia Aeronautica (Force aérienne italienne) lance son Plan R (3000 avions), une campagne visant à augmenter rapidement sa force avec des avions modernes. À cette époque, l’Italie est impliquée dans la guerre sur deux continents, avec un équipement épuisé et n’ayant pas suivi les avancées technologiques récentes. Dans le cadre de ce plan, la Regia Aeronautica organise un concours pour équiper son aviation d'un nouveau bombardier moyen. CRDA Cant propose son Z.1015, une version modernisée et métallique du Z.1007, un bombardier moyen trimoteur en bois de 1937.
La Regia Aeronautica est intéressée par le projet et demande à Cant de lui proposer une version bimoteur. La proposition initiale de Cant était de trois moteurs d’une puissance totale de 3 000 chevaux. L'ingénieur Filippo Zappata décida de s'en remettre aux nouveaux moteurs en étoile Alfa Romeo 135 R.C.32 refroidis par air de 1 500 chevaux. Cette nouvelle puissance, alliée à des améliorations aérodynamiques permises par l'adoption de la formule bimoteur, auraient dû permettre au nouvel avion, baptisé CANT Z.1018, de conserver des performances qui restaient comparables au projet de départ, tout en simplifiant la construction et en réduisant le poids total de l’appareil.
Cant propose trois variantes de l'avion de base, en utilisant différentes formes d'aile :
- Bombardier rapide, équipé d'une aile d’une surface de 50 m2
- Bombardier lourd, doté d'une aile de 63 m2
- Bombardier de haute altitude, équipé d'une aile de 72 m2

La conception offre également la possibilité de réaliser un projet de soute interne à torpille, ce qui aurait été impossible avec le fuselage du Z.1015. 
Une version hydravion (désignée Z.514) est également proposée, en utilisant des flotteurs de CANT Z.506.
Le 23 février 1939, la Regia Aeronautica autorise la production de 32 avions Z.1018 en apportant quelques modifications sur le projet initial, entre autres l’utilisation de moteurs Daimler-Benz DB 601. L’avion dans sa forme définitive est un bombardier moyen bimoteur, à aile basse, à empennage unique, train d'atterrissage rétractable, structure métallique et nez vitré. L’équipage était de quatre personnes. Le pilote et le copilote étaient installés en tandem, et non côte-à-côte. Le copilote avait un champ de vision très limité et ne disposait pas de toutes les commandes.
Le prototype est équipé de deux Piaggio P.XII-RC35 de 18 cylindres refroidis par air d’une puissance de 1 200 chevaux au décollage et de 1 350 chevaux à l'altitude de 3 500 mètres, actionnant des hélices tripales à pas variable Alfa-Roméo. Les ingénieurs de Cant évaluent la vitesse à 530 km/h avec cette motorisation.
La charge offensive est de 12 bombes de 100 kg, transportées dans la soute interne. Des points d’emport externes permettent d'accroître cette charge offensive de 2 000 kg.
L’armement défensif du Z.1018 se composait de quatre mitrailleuses :
- 1 Breda-SAFAT de 12,7 mm dans une tourelle Caproni-Lanciani ventrale ;
- 1 Scotti de 12,7 mm dans la tourelle supérieure ;
- 2 Breda-SAFAT de 7,7 mm dans les ouvertures latérales du fuselage.

De plus, une mitrailleuse fixe Breda-SAFAT de 7,7 mm était montée dans l'aile droite, pour être utilisée pour l'attaque au sol ou la défense du secteur avant.
Le premier prototype vola le 9 octobre 1939. À la fin de 1939, cet avion avait effectué seulement 10 heures de vol, en raison de problèmes de fiabilité des moteurs. Avec plus d'un an de retard, 100 unités du CANT Z.1018 sont finalement commandées le 31 octobre 1940. Cependant, le 26 décembre 1940 une commande urgente supplémentaire concernant 10 unités de présérie de l’avion fut passée. En raison de problèmes découlant de la construction de la cellule métallique, il est spécifié que les 10 avions de présérie seront construits en bois. C'est un des rares, si ce n'est pas l’unique cas dans la construction aéronautique, de construire en même temps une structure en bois et une en métal.